# لورتو (مینه‌سوتا)
لورتو، مینه‌سوتا (به انگلیسی: Loretto, Minnesota) یک شهر در ایالات متحده آمریکا است که در شهرستان هنپین، مینه‌سوتا واقع شده‌است.

## خصوصیات
لورتو ۰٫۷۵ کیلومترمربع مساحت و ۶۵۰ نفر جمعیت دارد و ۳۰۹ متر بالاتر از سطح دریا واقع شده‌است.